# Província de Giresun
Giresun és una província de Turquia a la costa de la mar Negra. Les seves províncies adjacents són Trabzon a l'est, Gümüşhane a l'oest sud, Erzincan al sud, Sivas al sud-est, i Ordu a l'oest. La capital provincial és Giresun.

## Geografia
Giresun és una regió agrícola de gran bellesa natural, especialment a les terres altes. Les zones més baixes, prop de la costa de la mar Negra són el major productor de Turquia d'avellanes.
La part més alta de les muntanyes està coberta de bosc i pastura, i en alguns llocs es desenvolupa la mineria de coure, zenc, ferro i altres metalls. Els pobles de muntanyes són remots, amb carreteres pobres i poc més de la manera d'infraestructura. I les vessants són massa costerudes per a l'agricultura també, així per exemple el pa de blat de moro és l'àpat tradicional, donat que no poden cultivar blat. La vida aquí és dura i en el passat molta gent va marxar per trobar feina a les ciutats més grans de Turquia o a l'estranger.
El clima és típic d'aquesta extensió de la costa de la mar Negra, o sigui molt humit. La flora local inclou mirtils ("taflan" en turc).

## Districtes
La província Giresun es divideix en 16 districtes (el districte de la capital està en negreta):
| - Alucra - Bulancak - Çamoluk - Çanakçı - Dereli - Doğankent - Espiye - Eynesil | - Giresun - Görele - Güce - Keşap - Piraziz - Şebinkarahisar - Tirebolu - Yağlıdere |

## Cultura

### Artesania
A causa del densos boscos que hi ha a la zona de Giresun, és força comú trobar artesania de la fusta a la regió. Alguns dels petits estris artesans de la fusta propis de la ciutat són mantegueres, külek (una olla d'emmagatzematge per a formatge), i culleres. La llana, el lli i altres materials crus similars es teixeixen a mà en telers artesanals per produir diversa roba local i bosses. Els fils forts i els fils teixits també es produeixen en els telers manuals.

### Gastronomia
Alguns dels plats propis de la ciutat són sopa de blat de moro (Mısır çorbası), sopa de cols (lahana çorbas), col farcida de carn (Etli lahana sarması), col negra, (karalahana yemeği o pancar yemeği) arròs pilaf amb anxova (hamsili pilav), arròs pilaf amb fesol (dible), kaygana, kuymak (fet de formatge, farina de blat de moro i mantega).

## Llocs d'interès
- Kümbet, Karagöl i Bektaş - àrees d'atractives pastures de muntanya al districte de Dereli, on la gent pot gaudir de passeigs i picnics. Anualment, a l'estiu s'hi celebren festivals de folklore.

## Residents Notables

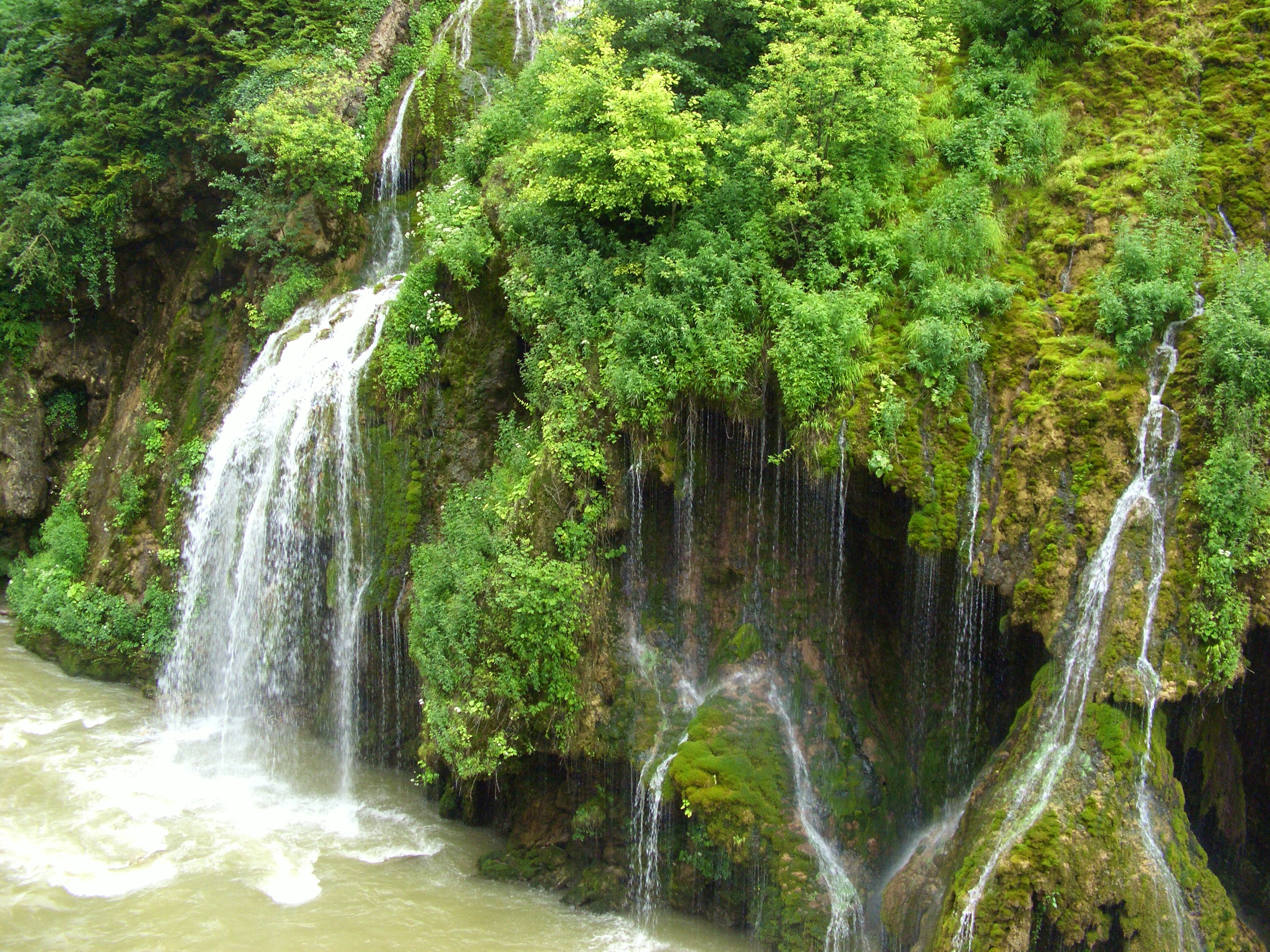
Cascada d'Aksu, Giresun

### Polítics
- Topal Osman - (1883, Giresun - 2 Nisan 1923, Ankara), soldat i comandant de la Guerra d'Independència Turca
- Mustafa Suphi - (1883, Giresun - 1921) fundador del Partit Comunista de Turquia
- Hassan Ali Yücel (1897, Istanbul - 1961) poeta, pensador i polític, exministre d'educació, originari d'una família de Görele.
- Idris Küçükömer (1925, Giresun - 1987), economista i pensador
- Ekedal Ecevit (1923, Bursa -), esposa de l'ex Primer Ministre de Turquia, Bülent Ecevit, nascuda a una família de Şebinkarahisar
- Naim Tirali (1925, Giresun -), periodista i polític
- Hayrettin Erkmen (b Tirebolu -) ex ministre d'Exteriors,
- Harun Karadeniz (1942, Alucra-1975), escriptor i líder activista estudiantil de la generació del 1968

### Escriptors i artistes
- Ergin Günçe (1938, Giresun - 1983) poeta
- Fethi Naci (1927, Giresun -) escriptor i crític
- Aziz Nesin - (1915, Şebinkarahisar - 1995), escriptor i periodista
- Bedri Rahmi Eyüboğlu (1913, Görele - 1975, Istanbul), pintor i poeta
- Ahmet Yalçinkaya (b 1963, Giresun) poeta,
- Hamit Görele (1903, Görele - 1980, Istanbul), pintor
- Yaman Okay (b 1951, Giresun -), actor i director de cinema
- İlyas İlbey actor, espòs de Yasemin Yalçin
- İlker Yasin Kanal D comentarista de futbol
- Hulki Cevizoğlu (b 1958, Giresun -), periodista, presentador de televisió i productor, especialitzat en el debat polític
- Kadir Çelik (nascut a Görele) productor de televisió i presentador,
- Şafak Karaman (nascut el 1967 a Trabzon -) celebritat i presentadora de televisió, nascuda a una família de Tirebolu
- Öztürk Serengil actor de cinema molt conegut, el pare de Seren Serengil, va créixer a Giresun
- Salih Memecan (1952, Giresun -), dibuixant de Sabah (diari).

### Músics
Giresun comparteix la música folklòrica de la regió de Mar Negra i és el lloc de naixement de:
- Katip Adi (b 1932, Görele -) músic folklòric. Toca el Kemençe, una versió local del violí.

Altres músics:
- Teoman (1967, Alucra -), cantant de rock
- Ozan Arif (1949, Alucra -), poeta, cantant i baladista del MHP, d'extrema dreta.
- Bahadır Aydoğan cantant de música arabesca
- Mustafa Küçük músic d'arabesc folklòric
- Gökhan Semiz (1968, Istanbul- 1998 İstanbul) membre del grup de música pop Group Vitamin, la família del qual és de Giresun

### Gent relacionada amb l'esport
- Şenes Erzik (1942, Giresun -) Home de negocis i vicepresident de la UEFA
- Els futbolistes Tolga Seyhan (n. 1977 -) i Gökdeniz Karadeniz (n. 1980 a Giresun, actualment amb el Rubin Kazan)
- Hasan Gemici - 1952 medallista d'or olímpic en la lluita lliure

El Giresunspor és un club de futbol de la ciutat de Giresun que actualment juga a la Bank Asya 1. Lig.